# Pogum (skladba)
"Pogum" je skladba in single skupine Prizma iz leta 1978. Avtor glasbe je Danilo Kocjančič, besedilo pa je napisal Drago Mislej "Mef".

## Dnevi slovenske zabavne glasbe Celje '78
Prvič je bila predstavljena na Dnevih slovenske zabavne glasbe Celje '78 in izdana na istoimenski kompilaciji. Dirigiral je Jože Privšek. Za to skladbo je Kocjančič prejel nagrado za najboljšega skladatelja debitanta.

## Snemanje
Producent je bil Dečo Žgur, snemanje pa je potekalo v studiu Akademik. Skladba je bila izdana kot singlel, skupaj z uspešnico "Jamajka" (stran A) na mali vinilni plošči.
Leto kasneje je bila izdana še na istoimenskem albumu Pogum na veliki plošči in kaseti. Oboje je bilo izdano pri založbi ZKP RTV Ljubljana.

## Zasedba

### Produkcija
- Danilo Kocjančič – glasba
- Drago Mislej – besedilo
- Prizma – aranžma
- Dečo Žgur – producent
- Miro Bevc – tonski snemalec

### Studijska izvedba
- Ladi Mljač – bobni, solo vokal
- Danilo Kocjančič – bas kitara, vokal
- Igor Kos – električna kitara, akustična kitara, vokal
- Franci Čelhar – orgle, vokal
- Dario Vatovac – tolkala

## Mala plošča
7" vinilka
- "Jamajka" (A-stran) – 3:12
- "Pogum" (B-stran) – 3ː20